# Caffarelli
Gaetano Majorano (Bitonto, 12 de abril de 1710 – Nápoles, 31 de janeiro de 1783) foi um castrato e cantor de ópera italiano. O seu nome de palco, Caffarelli deriva de Domenico Caffaro, seu patrono. Tal como Farinelli, Caffarelli foi estudante de Nicola Porpora.

## Vida
Caffarelli nasceu em Bitonto. Foi um raros casos documentados de crianças que de tanto apreço tinham em cantar que pediram para serem castradas. Com dez anos de idade, foi-lhe dada a renda de duas vinhas da sua avó, para que pudesse estudar gramática e especialmente, música: para a qual é-lhe imputada grande inclinação, desejando ele próprio se tornar um eunuco.
Tornou-se o pupilo preferido do seu mestre Porpora, do qual é dito que, tendo colocado o jovem Caffarelli a trabalhar numa peça musical com exercícios por seis anos, eventualmente terá declarado:
| “ | Vai, meu filho: não tenho mais nada a te ensinar. És o melhor cantor da Europa. | ” |

## Voz e reputação
A voz de Caffarelli era de mezzo-soprano, com extenso alcance e alta tessitura. Aqueles que o ouviram cantar o classificaram apenas atrás de seu concorrente direto Farinelli como o melhor cantor da época. Farinelli, no entanto, encerrou sua carreira pública com apenas 32 anos, enquanto Caffarelli manteve um bom desempenho até os cinquenta anos ou mais. Mesmo no final da carreira, Burney se considerava "um excelente cantor incrível". Seu professor, Porpora, que (de acordo com Burney) detestava a arrogância arrogante de Caffarelli, afirmou que ele era "o maior cantor que a Itália já produziu". Friedrich Melchior Grimm resumiu suas qualidades:
Seria difícil dar uma ideia do grau de perfeição a que este cantor trouxe a sua arte. Todos os encantos e amores que podem compor a ideia de uma voz angelical, e que formam o caráter da sua, somados à mais fina execução, e a surpreendente facilidade e precisão, exercem um encanto sobre os sentidos e o coração, que mesmo aqueles menos sensível à música acharia difícil resistir.
Com o apelido de "Caffariello", Caffarelli é criado no libreto da ópera de Rossini , O Barbeiro de Sevilha, escrita por Cesare Sterbini. Ele é apontado no Ato 2 pelo enfadonho Dr. Bartolo como um cantor que exemplificou a grandeza da cultura operística do passado.